# Mayu Inaoka
Mayu Inaoka (* 16. März 1996) ist eine japanische Sprinterin, die auf den 400-Meter-Lauf spezialisiert ist.

## Sportliche Laufbahn
Erste Erfahrungen bei internationalen Meisterschaften sammelte Mayu Inaoka bei den Asienmeisterschaften 2019 in Doha, bei denen sie in 3:20,29 min die Bronzemedaille mit der gemischten Staffel hinter Bahrain und Indien gewann.

## Persönliche Bestzeiten
- 400 Meter: 54,07 s, 7. September 2018 in Kawasaki